# Aethomys hindei
Aethomys hindei är en däggdjursart som först beskrevs av Thomas 1902.  Aethomys hindei ingår i släktet Aethomys och familjen råttdjur. IUCN kategoriserar arten globalt som livskraftig. Inga underarter finns listade.
Arten är med en genomsnittlig kroppslängd (huvud och bål) av 158 mm en stor medlem av släktet Aethomys. Svansen är lite kortare eller lika lång. Håren som bildar den mjuka och länga pälsen på ovansidan är gråa nära roten och bruna vid spetsen vad som ger ett medelbrunt utseende. Dessutom är några helt svarta hår inblandade som är talrikast på ryggens topp. Undersidan är täckt av ljusgrå till vit päls. Denna färg sträcker sig över strupen fram till hakan. Andra delar av huvudet har samma färg som ovansidan. Den mörkbruna till svarta svansen är främst täckt av fjäll. Det finns små borstar på svansen som nästan är osynliga.
Denna gnagare förekommer i centrala Afrika från Kamerun över Centralafrikanska republiken och Sydsudan till Kenya och norra Tanzania. Habitatet varierar men arten föredrar våta områden. Födan utgörs av växtdelar och insekter.
Individerna kan vara dag- och nattaktiva. De vistas främst på marken. I Uganda var exemplarens revir 30 till 1600 m² stort.